# Битва за Дамаск
Битва за Дамаск — боевые действия в ходе гражданской войны в Сирии между правительственными силами и вооружённой оппозицией за контроль над столицей Сирии Дамаском и одноимённой провинцией.

## Предыстория
16 ноября 2011 года боевики Свободной армии Сирии атаковали правительственные здания на окраине Дамаска.
Накануне боевых действий Дамаск потрясла серия терактов: 23 декабря 2011 года, 6 января 2012 года и 17 марта 2012 года.

## Силы сторон
Численность боевиков, принимавших участие в летнем наступлении на Дамаск оценивалась в 300 человек. Боевики были объединены в различные группировки: Свободная сирийская армия, Фронт ан-Нусра, «Джейш аль-Ислам», «Лива аль-Ислам», «Исламское государство» (с 2015 года).
Правительственные силы были представлены элитной 4-й бронетанковой дивизией во главе с младшим братом президента Махером Асадом.

## Хронология

### 2012
15 июля 2012 года начались бои в Дамаске. По словам представителей сирийской оппозиции, войска при поддержке БТРов вошли в пригород Мидан в попытке изгнать оттуда повстанцев. К 16 июля столкновения также распространились и на другие районы Дамаска — Тадхамон, Джобар и Кфар Суса. Правительственными войсками была применена тяжёлая бронетехника и авиация. 17 июля боевые действия переместились в центральные районы города, бои ведутся на улице Багдад — центральной улице города. 19 июля начались ожесточённые бои в дамасском квартале Ихлас, в котором расположено здание совета министров Сирии. Помимо комплекса правительственных зданий в том же районе располагаются корпусы Дамасского университета. 22 июля правительственные силы очистили от боевиков районы Барзех и Эль-Мезза.
3 августа правительственные войска начали новое наступление на боевиков оппозиции в Дамаске. 4 августа сирийская армия полностью освободила Дамаск. Последним оплотом мятежников был район Тадамун. 24 августа сирийская армия выбила боевиков из юго-западного пригорода Дерайя.
14 декабря на южных окраинах Дамаска имели место столкновения с повстанцами. В конце 2012 года Свободная сирийская армия при поддержке палестинцев заняла лагерь Ярмук, где её вскоре заменили боевики из Фронта ан-Нусра.

### 2013—2015
В 2013 году в окрестностях Дамаска имели место химические атаки в Гуте. Среди осаждающих Дамаск боевиков в 2013 году происходили столкновения между Свободной армией и Фронтом ан-Нусра.
В 2014 году боевики и правительственные силы вели позиционные бои. Оппозиция («Джебхат-ан-Нусра», «Джейш аль-Ислам») на этот момент контролировала оазис Гута, Дума и район Джобар.
В апреле 2015 года боевики ИГИЛ заняли лагерь Ярмук на юге Дамаска, вступив в конфликт с контролирующей ранее этот район Свободной армией Сирии. Летом 2015 года продолжались попытки атаковать Дамаск со стороны Гуты и Ярмука.
13 октября правительственные силы начали наступление на восточный пригород Дамаска Джобар.
16 ноября идут бои за вертолётную базу, в районе Марш А-Султан. В провинции Дамаск, ВВС Сирии нанесли удары по укрытиям и технике ССА.
30 ноября сирийской армия уничтожила подземные укрепления боевиков в Джобаре.
5 декабря боевики обстреляли из миномётов христианский квартал Баб-Тума в исторической части Дамаска. Четыре мирных жителя получили ранения.
14 декабря сирийская армия вернула контроль над авиабазой Мардж-аль-Султан.
15 декабря боевики различных антиправительственных группировок, действующих в восточном пригороде Дамаска Восточная Гута, заявили о создании объединения «Новый оперативный пункт».
20 декабря израильские ВВС нанесли авиаудар по позициям ливанского шиитского движения «Хезболла» в восточном пригороде Дамаска. В результате авиаудара погиб один из лидеров «Хезболлы» Самир Кунтар.
25 декабря в Восточной Гуте в результате авиаудара сирийских ВВС был убит лидер группировки «Джейш аль-Исла» Захран Аллуш. В этот же день боевики ИГ начали сдавать оружие правительственным войскам Сирии в районе палестинского лагеря «Ярмук» в южном пригороде Дамаска. По состоянию на 25 декабря 2015 года правительственные войска Сирии продолжают сужать кольцо окружения бандформирований под Дамаском на направлениях Нашабия, Нула, Дума, Зибдин. 26 декабря правительственные силы Сирии уничтожили в провинции Дамаск лидера террористов «Фронта революционеров Сирии» Лида Мухаммад аль Масаальма.

### 2016—2018
По состоянию на 11 января 2016 года правительственные войска Сирии продолжают наступление в пригородах Дамаска. Ведётся зачистка кварталов Восточной Гуты. Наибольшее продвижение сирийской армии отмечается в направлениях Блалия, Нашабия и Хауш-Харабу.
31 марта 2016 года по школе в сирийском населённом пункте Дейр аль-Асафир в пригороде Дамаска был нанесён авиаудар ВВС САР. Погибло более 20 человек.
9 декабря 2017 года сирийской армия взяла под огневой контроль город Мугр Аль-Мир на юго-западе Дамаска.
25 декабря 2017 года боевики в районе города Бейт Джинн на юго-западе Дамаска капитулировали.
2 января 2018 года правительственные войска сирийской армия установили государственные флаги на стратегических высотах «Тулюл аль-Хумур» в знак успешного завершения боевой операции против террористов в западной части юго-западного пригорода Дамаска.
6 января 2018 года на северо-востоке Дамаска у населенного пункта Хараста вновь разворачивались ожесточенные бои между правительственными силами и отрядами формирований «Тахрир Аш-Шам» и «Ахрар Аш-Шам».
8 января 2018 года правительственные войска заняли окруженную боевиками территорию военной базы бронетехники в городе Хараста в восточном пригороде Дамаска.
22 января 2018 года боевики провели обстрел района Баб Тума на востоке Дамаска. В итоге девять человек погибли, еще 21 были ранены.
26 января 2018 года На северо-востоке Дамаска не прекращаются столкновения между исламистскими группировками и частями сирийской армии.
1 февраля 2018 года обстрелу подвергся район Дамаска Эш-Эль-Вурур. В результате этой атаки погибло порядка 9 человек, еще около 15 получили ранения различной степени тяжести.
12 февраля 2018 года боевики 20 раз обстреляли Дамаск, есть жертвы.
16 февраля Боевики из Восточной Гуты обстреливали жилые кварталы Дамаска в течение суток, один сирийский военный погиб, двое мирных жителей ранены.

### Полное освобождение города
18 февраля правительственными силами была начата операция «Дамасская Сталь».
К 11 марта большая часть анклава была занята правительственными силами, а оставшиеся боевики были разделены на 3 части. После 20 марта боевики в городе Хараста согласились сложить оружие и отправиться в Идлиб. Вывод боевиков из Харасты начался 22 марта.
31 марта сирийская армия взяла под контроль почти всю территорию Восточной Гуты, кроме города Дума. Группировка «Джейш-аль-Ислам» отказалась покидать Думу, но затем начала переговоры о выходе из города, которые позже были сорваны. 6 апреля Правительственные войска Сирии приступили к штурму города Дума, окончившемуся 8 апреля соглашением о вывозе оставшейся партии боевиков. Однако днём 7 апреля антиправительственная организация «Белые каски» сняла на видео якобы имевшую место химическую атаку на мирных жителей города. Заявленное число жертв (70 погибших и более 500 пострадавших) задокументировано не было, что однако не помешало Совету безопасности ООН 9 апреля обвинить в инциденте Башара Асада и его российских союзников.
12 апреля 2018 года сопротивление исламистов в Думе было полностью подавлено.
Новые подкрепления сирийской армии продолжают прибывать в южные районы Дамаска в рамках подготовки к наступлению на радикалов ИГИЛ, базирующихся в районе лагеря для палестинских беженцев «Аль-Ярмук» (районы Ярмук, Аль-Хаджар Аль-Асвад и Аль-Кадам).
19 апреля террористам ИГИЛ, базирующимся в лагере беженцев Ярмук южнее столицы, был передан ультиматум сирийского правительства. В случае, если боевики не согласятся принять условия перемирия в течение суток, сирийская армия и её союзники начнут полномасштабное наступление в данном районе.
20 апреля после того как террористы ИГИЛ к югу от Дамаска отказались принять условия сирийских властей, сирийские войска возобновили боевые действия под прикрытием ВКС РФ. Вооружённые стычки отмечались в районах Аль-Кадам, Ат-Тадамун и Хаджар Аль-Асвад, а также у лагеря беженцев «Ярмук».
22 апреля в ходе операции сирийской армии по освобождению южной окраины Дамаска от отрядов ИГИЛ правительственным войскам удалось установить контроль над микрорайоном Аль-Джура.
23 апреля после того как боевики ИГИЛ к югу от Дамаска отказались исполнять условия мирного соглашения с сирийскими властями, сирийская армия возобновила обстрелы позиций террористов.
24 апреля сирийская армия продолжила бои против ИГИЛ на южной окраине Дамаска — в районах Аль-Хаджар Аль-Асвад, Шейх Зази, Ярмук. В результате почти непрерывного огневого воздействия сирийских войск по объектам террористов группировка за последнее время потеряла около 150 боевиков убитыми и ранеными.
25 апреля авиация и артиллерия сирийской армии продолжали наносить удары по пунктам управления, складам с вооружениями и местам скопления отрядов ИГИЛ в районе Ярмук.
29 апреля сирийские правительственные войска, взяв под контроль районы Кадам и Аль-Мадания к югу от Дамаска, продолжили наступление на позиции боевиков ИГИЛ, удерживающих районы Ярмук, Шейх-Зази и Хаджар аль-Асвад. В ходе боёв с ИГИЛ погиб генерал Акель Али Захир, воевавший на стороне сирийского правительства в составе «Армии освобождения Палестины». Кроме «Армии освобождения Палестины» в штурме Ярмука участвовали и другие палестинские формирования: «Лива аль-Кудс», «Фатх аль-Интифада», «Кават аль-Джалиль» и «Народный фронт по освобождению Палестинского генерал-командования (PFLP-GC)». Правительственные войска под прикрытием российской авиации выбили радикальных исламистов с территории фермы Казия. Ранее сирийская армия освободила от ИГИЛ кварталы Аль-Асали и Аль-Джура и район Аль-Кадам.
1 мая первые автобусы с боевиками из района Ярмука выехали в направлении Идлиба в соответствии с условиями мирного соглашения с правительством САР.
2 мая в ходе боёв в районе к югу от Дамаска правительственным войскам удалось взять под контроль районы Аль-Алаф и Аль-Бассель северо-западнее Хаджар Аль-Асвада.
3 мая в результате ожесточённых боев между правительственными силами и террористами ИГИЛ анклав группировки к югу от Дамаска был рассечён на две части — Южный Ярмук и Хаджар-аль-Асвад.
5 мая после того как южная часть района Хаджар Аль-Асвад перешла под контрольсирийской армии, войска приступили к зачистке его северной части.
11 мая подразделения сирийской армии продолжили штурм последних рубежей обороны террористов в лагере Ярмук на юге Дамаска.
20 мая боевики ИГИЛ согласились покинуть южный Дамаск. Сообщалось, что накануне было заключено соглашение о том, что боевики покинут позиции в лагере Ярмук и Хаджар Аль-Асваде и будут перевезены в Бадию в восточной части Сирии. По словам военного источника в Дамаске, десятки автобусов прибыли в Ярмук для перевозки боевиков. Отмечалось, что после отъезда боевиков город Дамаск впервые за семь лет будет свободен от каких-либо боевых групп. Ранее сообщалось, что сирийские власти восстановили контроль над восточными кварталами района Ярмук к югу от Дамаска.
23 мая сирийская армия взяла Дамаск под полный контроль.